# Sverige ved sommer-OL 2024
Sverige deltog i sommer-OL 2024 i Paris, Frankrig i perioden 26. juli til 11. august 2024.

## Medaljer
| 2024 Paris | Guld | Sølv | Bronze | Total |
| Sverige    | 4    | 4    | 3      | 11    |

### Medaljevinderne
| Sverige under sommer-OL 2024 i Paris | Sverige under sommer-OL 2024 i Paris             | Sverige under sommer-OL 2024 i Paris | Sverige under sommer-OL 2024 i Paris | Sverige under sommer-OL 2024 i Paris |
| Medalje                              | Navn                                             | Sport                                | Event                                | Dato                                 |
| ------------------------------------ | ------------------------------------------------ | ------------------------------------ | ------------------------------------ | ------------------------------------ |
| Guld                                 | Sarah Sjöström                                   | Svømning                             | Damernes 100 m fri                   | 31. juli                             |
| Guld                                 | Sarah Sjöström                                   | Svømning                             | Damernes 50 m fristil                | 4. august                            |
| Guld                                 | Armand Duplantis                                 | Atletik                              | Herrernes stangspring                | 5. august                            |
| Guld                                 | Jonatan Hellvig David Åhman                      | Beach volleyball                     | Herrernes turnering                  | 10. august                           |
| Sølv                                 | Victor Lindgren                                  | Shooting                             | Men's 10 m air rifle                 | 29. juli                             |
| Sølv                                 | Vilma Bobeck Rebecca Netzler                     | Sejlsport                            | Women's 49erFX                       | 2. august                            |
| Sølv                                 | Truls Möregårdh                                  | Bordtennis                           | Men's singles                        | 4. august                            |
| Sølv                                 | Anton Källberg Kristian Karlsson Truls Möregårdh | Bordtennis                           | Herrernes hold                       | 9. august                            |
| Bronze                               | Tara Babulfath                                   | Judo                                 | Women's –48 kg                       | 27. juli                             |
| Bronze                               | Jenny Rissveds                                   | Cykling                              | Damernes cross-country               | 28. juli                             |
| Bronze                               | Anton Dahlberg Lovisa Karlsson                   | Sejlsport                            | Mixed 470                            | 8. august                            |